# Stenopodius lateralis
Stenopodius lateralis là một loài bọ cánh cứng trong họ Chrysomelidae. Loài này được Schaeffer miêu tả khoa học năm 1933.